# Логор Крапје
Концентрациони логор Крапје познат и као I логор концентрационог логора Јасеновац или као логор Јасеновац бр. 1,  налазио се у Независној Држава Хрватска (НДХ) концентрациони логор којим су управљале усташе и припадао је логорском комплексу концентрационог логора Јасеновац који се састојао од пет логора.  Саграђен је током Другог светског рата у данашњем селу Крапје, око дванаест километара западно од Јасеновца. 

## Историја
Формиран је у мају 1941. на ливадама поред шуме Горња Крндија, у близини села Крапје, када су доведени су први заробљеници, углавном Срби и Јевреји. Заточеници су се налазили у 3 дрвене бараке на ступовима, сојеница, ограђене бодљикавом жицом. Због поплаве терена логор је обустављен крајем 1941. године, а преживели заточеници су пребачени у Јасеновац.  Масовна убијања заточеника вршена су у шуми Горња Крндија, а многи су убијени већ на путу од Јасеновца до Крапја. Око 50  усташа, чувало је те затворенике, који су на сваки застој мучили затворенике, тукли их колцима и кундацима и дневно убијали пет до десет људи. Лешеве су морали они преживели закопати у оближњој шуми. Најпре су били ликвидирани болесни затвореници, потом и старији. 
У логору је најпре било неколико хиљада људи, али је већина помрла што због насиља, што због глади и болести и тешког рада. Сведочења кажу да су заробљеници стигли у логор 23. августа 1941. "Усташе су добиле налог од својих претпостављених да се ти људи по могућности што прије ликвидирају на неки вјешт начин, који би више личио на природну смрт. Од неколико хиљада у Крапју, једва нас је дошло у Млаку три стотине. Ту смо зими 1942. сјекли дрва", рекао је др Пишта Полицер у свом сведочењу. 
Команданти та два логора били су Анте Марић и Иван Ранко, а логор је осигуравала 22. усташка војница.